# Rhodoarrhenia pensilis
Rhodoarrhenia pensilis är en svampart som först beskrevs av Berk. & M.A. Curtis, och fick sitt nu gällande namn av David Norman Pegler 1987. Rhodoarrhenia pensilis ingår i släktet Rhodoarrhenia och familjen Bolbitiaceae.   Inga underarter finns listade i Catalogue of Life.